# Strophe sapphique
Cette page contient des caractères spéciaux ou non latins. S’ils s’affichent mal (▯, ?, etc.), consultez la page d’aide Unicode.
Dans cet article, conformément à la notation traditionnelle, ⏑ représente les positions syllabiques brèves (ou, mieux, légères) et — les longues (ou, mieux, lourdes). Les pieds sont séparés par la barre droite, la césure par deux barres obliques. Consulter Scansion pour plus de détails.
La strophe sapphique (ou plus simplement strophe saphique) est une forme de versification dont la création est attribuée à la poétesse grecque Sappho (VIe siècle av. J.-C.). Reprise par des poètes latins comme Catulle et Horace (Ier siècle av. J.-C.), elle a été ensuite utilisée pour des hymnes chrétiennes médiévales, par exemple le célèbre Ut queant laxis dont se sert Guido d'Arezzo pour dénommer les  notes de l'hexacorde (ut, ré, mi, fa, sol, la). Elle a joui d'une immense faveur à la Renaissance, où elle a connu des avatars dans les principales langues européennes. En français, c'est Jean Antoine de Baïf qui l'a illustrée le plus brillamment.
Elle se compose de 3 vers hendécasyllabes saphiques (ou petits saphiques) et d'un vers adonique de 5 syllabes.
Schéma du petit saphique
| — ⏑ — ⏓ — ǁ ⏑ ⏑ — ⏑ — ⏓ |
La quatrième syllabe est indifférente dans la prosodie grecque, elle est normalement longue dans la prosodie latine, sauf rares exceptions. La césure la plus fréquemment rencontrée (notamment chez Horace) est à la cinquième syllabe. L'analyse en pieds de ce vers est problématique.
Schéma de l’adonique
| — ⏑ ⏑ — ⏓ |
Dans la strophe grecque originelle, on considère souvent que le troisième grand saphique et l'adonique ne constituent qu'un seul grand vers de seize syllabes.

## Exemples de strophe sapphique

### En grec
Φαίνεταί μοι κῆνος ἴσος θέοισιν
ἔμμεν’ ὤνηρ, ὄττις ἐνάντιός τοι
ἰσδάνει καὶ πλάσιον ἆδυ φωνεί-
σας ὐπακούει
(Sappho, fragment 31)

### En latin
Le même poème, traduit par Catulle :
Ille mi par esse deo videtur
Ille si fas est superare divos
Qui sedens adversus identitem te
Spectat et audit
(Catulle, poème 51, première strophe)

### En français
Toujours le même poème, mis en strophe saphique française à la Renaissance par Baïf, donne :

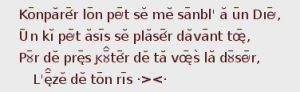
Jean Antoine de Baïf : Chansonnette II-23, str. 1

Il s'agit de la première strophe d'une chansonnette, ci-contre dans la graphie originale de Baïf, qu'on peut translittérer par :
Comparer l'on peut, ce me semble, à un Dieu, 
Un qui peut, assis, se placer davant toi, 
Pour, de près, goûter de ta voix la douceur, 
L'aise de ton ris.
Baïf emploie également la strophe saphique dans ses Étrénes de poézie Franzoęze an vęrs mezurés, telles que les étrennes : Au roi de Pologne ou celles Aux trésoriers.
Aujourd'hui, le français standard a largement perdu les oppositions de quantité sur lesquelles Baïf fonde sa métrique. Il n'empêche que certains traducteurs modernes tentent encore d'évoquer la strophe utilisée par Sappho en s'appuyant sur le rythme accentuel, ainsi Philippe Brunet :
Aphrodite au trône diapré, déesse
née de Zeus, j'implore, immortelle fourbe, 
fais que ni tourments ni dégoûts ne dompte, 
Reine, mon âme...
(Sappho, Hymne à Aphrodite)
Ce poème semble une adaptation francisée de la strophe saphique, mais respecte la métrique ancienne avec égalité de pieds entre les vers. Certains poètes ont pu réussir différemment l'entreprise, et c'est surtout à la femme de lettres Renée Vivien que revient la palme de l'usage virtuose de la strophe, déclinée en trois hendécasyllabes et un pentasyllabe, correspondant à la même construction strophique et au même nombre de positions que dans la strophe grecque antique. Renée Vivien mania cette forme soit pour servir au mieux les traductions des poésies de Sappho, soit pour ses propres poésies.
L'homme fortuné qu'enivre ta présence

Me semble l'égal des Dieux, car il entend

Ruisseler ton rire et rêver ton silence,

Et moi, sanglotant,

Je frissonne toute, et ma langue est brisée,

Subtile, une flamme a traversé ma chair,

Et ma sueur coule ainsi que la rosée

Âpre de la mer ;

Un bourdonnement remplit de bruits d'orage

Mes oreilles, car je sombre sous l'effort,

Plus pâle que l'herbe, et je vois ton visage 

À travers la mort
(Traduction de « Ode à une femme aimée », Renée Vivien, Sapho, Paris, 1903)